# Brachyphlaeobella achilles
Brachyphlaeobella achilles är en insektsart som beskrevs av Nicholas David Jago 1983. Brachyphlaeobella achilles ingår i släktet Brachyphlaeobella och familjen gräshoppor. Inga underarter finns listade i Catalogue of Life.